# Berkeley Fudge
Berkeley Fudge (* 28. November 1937) ist ein US-amerikanischer Jazz-Saxophonist, Bandleader und Musikpädagoge.
Fudge trat mit Musikern wie Sonny Stitt, Lena Horne, Gene Ammons, Roland Kirk, Don Patterson, Ruth Brown, Esther Phillips, Bobby Vee, Thelma Houston, Lonnie Liston Smith und Richard Davis auf. Als Leiter des Berkeley Fudge Quartet erhielt er 2001 den Wisconsin Area Music Industry Award als bester traditioneller Jazzmusiker und wurde 2003 vom Milwaukee Arts Board als bester Musiker des Jahres geehrt.
Er war Artist in Residence an der Marquette University und der University of Wisconsin-Milwaukee und unterrichtete am Milwaukee Area Technical College. Außerdem war er künstlerischer Direktor der Milwaukee Jazz Experience und der YWCA Global Career Academy. Von 1972 bis 2010 unterrichtete er am Wisconsin Conservatory of Music. Tom Lord verzeichnet drei Aufnahmen zwischen 1993 und 2002.